# 森田美位子
森田美位子（日语：森田 みいこ、1987年2月12日—）是日本女性寫真偶像及女演員。出身於兵庫縣。目前隸屬於渡邊娛樂旗下的Biscuit Entertainment。
她於2010年至2012年初之間曾在氣象預報節目內擔任女主播。到了2012年中，她在特攝作品《非公認戰隊秋葉原連者》之中，她的角色為「本位田沙耶香」。

## 演出作品

### 電視節目
- ひるおび! お天気コーナー（2010年4月14日 - 2012年3月29日、TBS電視台） - 氣象預報女主播
- 熱血!平成教育学院 お天気キャスタースペシャル（2010年11月28日、富士電視台）
- クイズプレゼンバラエティー Qさま!!（2011年2月14日、5月2日、朝日電視台）
- 非公認戰隊秋葉原連者（2012年4月6日 - 6月29日、BS朝日） - 本位田沙耶香 役
- コレカラ（2007年5月2日 - 、西日本電視台）

### 電台節目
- ハイタッチ!（2012年11月2日 - 、RKB電台）

### CM
- ネスレ日本 ネスレアミューズ「頑張っているあなた OL」篇（2011年11月）

### DVD
- みいこ便り〜如月ひとり旅〜（2011年2月12日、Liverpool）
- みいこ便り〜文月・習い事の旅〜（2011年7月29日、Liverpool）

### 網上節目
- アメスタ「ワタ＠アメ」のアシスタントMC（2013年 - 、 AmebaStudio）
- アメスタ 森田美位子 プレミアム放送（2013年 - 、 AmebaStudio）

## 註解
1. ↑  渡邊娛樂的森田美位子官方日誌 的存檔，存档日期2012-08-01.

## 外部連結
- 渡邊娛樂內的森田美位子個人檔案 （日語）
- Ameba網站內的森田美位子官方日誌 （页面存档备份，存于） （日語）
- 奇聞話題: 森田美位子 （页面存档备份，存于） （中文）